# Bamenda
Bamenda är en stad i västra Kamerun, och är den administrativa huvudorten för Nordvästra regionen. Folkmängden uppgick till 269 530 invånare vid folkräkningen 2005, vilket gör den till landets tredje största stad.